# Imbrasia kafubuensis
Imbrasia kafubuensis är en fjärilsart som beskrevs av Eugène Louis Bouvier 1931. Imbrasia kafubuensis ingår i släktet Imbrasia och familjen påfågelsspinnare. Inga underarter finns listade i Catalogue of Life.